# Huta Szczerzecka
Huta Szczerzecka – wieś na Ukrainie w rejonie mikołajowskim obwodu lwowskiego.
W II Rzeczypospolitej należała do gminy Krasów w powiecie lwowskim, w województwie lwowskim. W 1931 r. liczyła 340 mieszkańców, w tym 320 Polaków i 20 Ukraińców. Była przysiółkiem wsi Polana, ale pod koniec lat 30. została wyodrębniona jako osobne sołectwo. Swój majątek miał tu Stanisław Tabisz, major Wojska Polskiego i działacz ruchu ludowego. W kwietniu 1944 r. nacjonaliści ukraińscy z OUN–UPA spalili wszystkie zbudowania i zabili 61 Polaków. Po ekspatriacji pozostałych Polaków wieś przestała istnieć.